# Cratere Stratton
Stratton è un cratere lunare di 69,76 km situato nella parte sud-occidentale della faccia nascosta della Luna.